# Virtual Network Computing

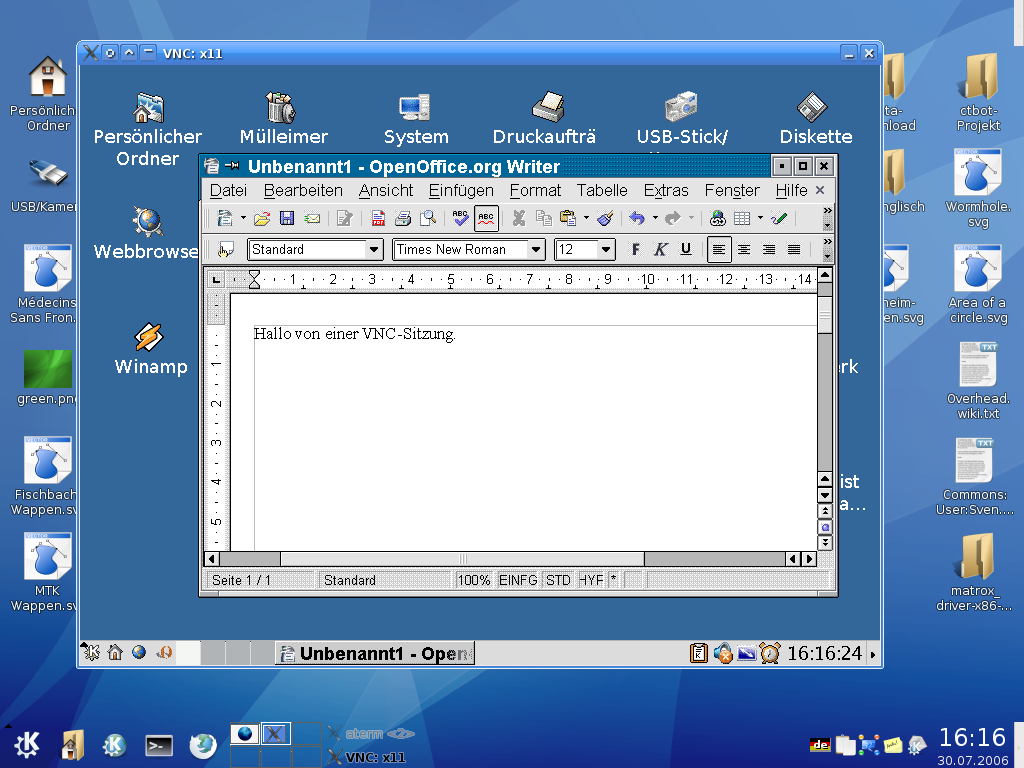
VNC w KDE

VNC (ang. Virtual Network Computing) – system przekazywania obrazu z wirtualnego bądź fizycznego środowiska graficznego.
Prosty pakiet serwer+klient jest dostępny dla najpopularniejszych systemów operacyjnych z trybem graficznym, jak: Linux, Windows, BSD, Mac OS, OS/2, Solaris, AmigaOS, SCO, Haiku i wiele innych. Klienty VNC są dostępne na komputery oraz smartfony.
Jego wielką zaletą jest użycie licencji GPL, dzięki czemu VNC jest darmowe, bardzo rozwinięte i dostosowane do różnych potrzeb. Jego poważnym konkurentem staje się system NX, który działa z większą wydajnością.
Domyślnie VNC korzysta z portów TCP 5900 – 5906, gdzie każdy z portów oznacza odrębną sesję (:0 do :6), lecz zarówno klient jak i serwer mogą zostać skonfigurowane do pracy na dowolnych innych portach.

## Najbardziej popularny program do VNC
RealVNC – płatny program (darmowy dla użytkowników niekomercyjnych) opracowany przez AT&T Laboratories w Cambridge, będący implementacją protokołu VNC umożliwiającego zdalny dostęp do pulpitu innego komputera, oparty na wolnej licencji GNU GPL.
Program składa się z klienta i serwera. Użytkownik komputera, na którym zainstalowano klienta (ang. viewer – przeglądarka), może oglądać pulpit komputera, na którym zainstalowano program serwera. Komputery te muszą być połączone ze sobą za pomocą protokołu TCP/IP (Internet, sieć lokalna). Istnieje możliwość posługiwania się myszką i klawiaturą serwera.
Ważną cechą programu jest jego dostępność na różne systemy operacyjne, takie jak:
- Microsoft Windows
- Linux/Unix
- Solaris 2.5 (SPARC)

przy czym klient i serwer mogą pracować jednocześnie na różnych systemach operacyjnych, np. klient pracujący pod systemem Windows ogląda pulpit komputera pod Linuksem lub odwrotnie. Możliwa jest także współpraca z innymi implementacjami VNC (na przykład pod OS X).
Najczęściej wykorzystywane są następujące tryby pracy programu:
- Klient steruje serwerem po to, aby coś naprawić, sprawdzić, skonfigurować – jest to opcja wykorzystywana przy zdalnym serwisowaniu.
- Wielu klientów ogląda pulpit serwera – opcja wykorzystywana, gdy nauczyciel (pracujący na serwerze) chce czegoś nauczyć uczniów (wykorzystujących program klienta).
- Klient ogląda pulpit wielu serwerów – opcja wykorzystywana, gdy ktoś chce skontrolować działanie innego komputera.

## Inne implementacje VNC
- Apple Remote Desktop – produkt firmy Apple dla systemu OS X, serwer po aktywowaniu opcji logowania z prostym hasłem (a nie użytkownik/hasło) jest kompatybilny z protokołem VNC.
- TightVNC – darmowa, jedna z najpopularniejszych implementacji VNC. Nieporozumienia wśród twórców, co do przyszłości projektu doprowadziły do powstania forka – TigerVNC.
- UltraVNC – obsługuje protokół VNC, jest darmowy i posiada możliwość szyfrowania połączenia (co wymaga zainstalowania wtyczki MSRC4 DSM Plugin for UltraVNC)
- x11vnc – serwer VNC pozwalający na kontrolowanie zwykłej sesji X11
- TridiaVNC – zmodyfikowana wersja RealVNC.
- TigerVNC – fork TightVNC, nieco szybszy, ale również nieco trudniejszy w konfiguracji niż poprzednik.
- MetaVNC
- ZVNC
- OSXvnc – wersja dla OS X – serwer
- Chicken of the VNC – darmowy klient dla systemu Mac OS X
- VNC Scan Enterprise Console
- PocketPC VNCViewer – klient dla systemu Pocket PC
- PocketPC VNCServer – serwer VNC dla Pocket PC oraz Windows CE.net
- PalmVNC – klient dla Palm OS
- SymVNC – Klient dla telefonów z systemem Symbian
- VNC for NetWare – oprogramowanie dla serwera NetWare
- VNC Viewer for the RiscPC – klient VNC dla Risc OS
- ViNCe – kolejny klient VNC dla RISC OS
- Vine Server oraz Vine Viewer – nowsze wersje OSXVnc
- VNC Viewer for OS/2 PM
- J2ME VNC – klient VNC dla platformy Javy na telefony komórkowe
- VNC Server for Haiku – serwer VNC dla Haiku
- VncSix
- VNC Manager
- Aros VNC – klient VNC dla AROS
- VNCServer – serwer VNC dla MorphOS
- MorphVNC – klient VNC dla MorphOS
- TwinVNC – klient VNC dla MorphOS i AmigaOS
- PSPVNC – klient VNC dla konsoli PSP
- VNCon – prosty skaner VNC
- VNSea – klient VNC dla iPhone, iPod oraz iPad
- vnc2swf – program umożliwiający nagranie sesji VNC i zapis w formacie Adobe Flash